# Christoph Demantius
Christoph Demantius (15. prosince 1567 Liberec, Čechy – 20. dubna 1643 Freiberg, Sasko) byl německý hudební skladatel původem ze severních Čech, hudební teoretik, spisovatel a básník. Byl Monteverdiho současníkem, působil v době pozdní renesance a raného baroka.

## Biografie
Narodil se v Reichenbergu (dnešním Liberci), kde se mu také pravděpodobně dostalo prvního hudebního vzdělání. Na začátku devadesátých let 16. století v Budyšíně sepsal školní učebnici a roku 1593 získal titul na univerzitě ve Wittenbergu. Roku 1594 se přestěhoval do Lipska a v roce 1597 se stal kantorem v Žitavě, kde patrně učil mladého Melchiora Francka. Jeho dalším místem bylo kantorské místo při freiberské katedrále, kde strávil zbytek života. Na tomto působišti zasáhla do jeho života třicetiletá válka, během které zahynula většina jeho dětí ze čtyř manželství.
Demantius byl velmi plodným autorem, i když se do dnešní doby mnohá jeho díla nezachovala. Stylisticky byl Lassovým následovníkem. Jako hudební teoretik proslul vytvořením prvního slovníku hudebních pojmů v němčině.

## Dílo (výběr)
- 1592 Forma musices. Gründtlicher und kurtzer Bericht der Singekunst für die allererst anfahende Knaben,Bautzen, učebnice.
- 1594/95 Epithalamion : auff den Hochzeitlichen Ehrentag […] Johann Beyers, Buchdruckers und Händlers zu Leipzig, und […] Sabinae Hechelmüllers […] celebrirt zu Kempnitz, den 28. Januarii im Jahr 1595 : aus dem Hohenlied Salomonis, mit fünff Stimmen, Leipzig : Zach. Berwaldt, 1595
- 1595 Neue Teutsche Weltliche Lieder : mit fünff Stimme, welche nicht allein zu singen, sondern auch auff allerley Instrumenten zugebrauchen, gantz lieblich.
- 1596 Der Spruch Joel, cap.II vers.XII… Sampt angehengtem Christlichen Gebet, jetziger zeit, in der … gefahr, wegen des Türcken, nutzlich zu beten, vnd zu singen … Mit fünff Stimmen componirt,
- 1600 Tympanum militare : Ungerische Heerdrummel und Feldgeschrey … wie solche mit menschlicher Stimme, neben allerhand Instrumenten, und Seitenspielen, können musiciret werden … in sechs Stimmen
- 1601 Sieben vnd siebentzig Newe außerlesene/ Liebliche/ Zierliche/ Polnischer vnd Teutscher Art Täntze : mit vnd ohne Texten/ zu 4. vnd 5. Stimmen ; Neben andern künstlichen Galliarden, mit Fünff Stimmen/ welche zuvor im Druck nicht zufinden/ zu Menschlicher Stimme/ vnd allerley Jnstrumenten accommodiret
- 1602 Trias precum vespertinarum, qua continentur: canticum B. Mariae Virginis, intonationes cum psalmis, et clausulae in precibus vespertinis consuetae quas Benedicamus vocant; et ad octo usitatos tonos: & ad duodecim modos musicos, tam quaternis, quam quinis & senis vocibus: eleganti harmonia, & quibusvis instrumentorum musicorum generibus communi
- 1607 Isagoge artis musicæ ad incipientium captum maxime accommodata. Kurtze Anleitung recht vnnd leicht singen zu lernen.
- 1608 Conviviorum Deliciæ. Das ist: Neue Liebliche Jntraden vnd Auffzüge/ Neben Künstlichen Galliarden, vnd Frölichen Polnischen Täntzen Mit Sechs Stimmen/ Nicht allein auff aller handt Jnstrumenten vnd Seitenspielen/ Sondern auch mit Menschlicher Stimme lieblich vnd lustig zu Musiciren Artlich … Componiret vnd publiciret, Durch Christophorvm Demantivm Musicum, vnd der Churfürstlichen Sächsischen freyen Bergstadt Freyberg in Meissen Cantorem,
- 1609 Convivalium concentuum farrago, In welcher Deutsche Madrigalia, Canzonette vnd Villanellen, Mit Sechs Stim̄en, Zusampt einem Echo vnd zweyen Dialogis mit Acht Stim̄en verfasset, Und beydes zu Menschlicher Stim̄e, So wol auch allerley Instrumenten accomodiret etc,
- 1610 Corona harmonica : Außerlesene Sprüch aus den Evangelien, auff alle Sontage vnd fürnembste Fest durch das gantze Jahr, mit sechs Stimmen nach den zwölff modis Musicis, beydes regulariter und transpositè zu singen, vnd auff allerley Instrumenten zu gebrauchen
- 1611 Threnodiae, Das ist: Sehnliche KlagLieder Uber den … seligen Abschied Des … Fürsten und Herrn, Herrn Christiani II. Hertzogens zu Sachsen … So den 23. Junii dieses instehenden 1611. Jahres zu Dreßden entschlaffen … Und den 6. Augusti hernach zu Freyberg beygesetzet worden
- 1613 Fasciculus chorodiarum Neue liebliche und zierliche, polnischer, und teutscher Art, Täntze und Galliarden, mit und ohne Texten, zu 4. und 5. Stimmen,
- 1613 Erster Theil Newer Deutscher Lieder, welche zuvor durch den Kunstreichen vnd geübten Musicum Gregorium Langium Havelbergensem, mit dreyen Stimmen componiret, Jetzund aber dem Liebhaber/ zu Lust/ Ergetzung vnd Dienst/ Auffs new/ Nach der vorigen Art/ so viel müglich mit Fünffstimmen gesetzet/ Durch Christophorum Demantium Musicum, Leipzig/ durch Valentin Am Ende/ Jm verlag Thomæ Schürers, Gegeben zu Freiberg den 14. Apr. dieses 1613
- 1615 Ander Theil newer deutscher Lieder, welche zuvor durch den kunstreichen und geübten Musicum Gregorium Langium Halverbergensem, mit dreyen Stimmen componiret, jetzt und aber dem Liebhaber, zu Lust, Ergetzung und Dienst, auffs new, nach der vorigen Art, so viel müglich mit fünff Stimmen gesetzet,
- 1615 Tympanum militare : Allerley Streit und Triumph Lieder … jetzund auffs neue … in 5. 6. 8. und 10. Stimmen … gebracht und so wol mit menschlicher Stimme, alß mit allerhandt Instrumenten zu musiciren, Verbessert augiret, und anderweit publiciret Durch Christophorum Demantium, Musicum Freiberg: Hermund., Gedruckt zu Nürnberg / bey Balthasar Scherff / In verlegung David Kauffmanns. M D C X V,
- 1618 Der Weiber Ehrenschmuck : das ist: Christliches Braut Lied aus den Sprüchen Salomons am XXXI. Capitel genommen unnd auff die hochzeitliche Ehrenfreude welche der … Herr Michael Prager … mit der … Jungfrawen Anna des … Herrn Salomonis Lincken … Tochter daselbst am 13. Tage Octobris dieses 1618. Jahres … angestellet und gehalten, gerichtet und mit 8 Stimmen componiret Durch Christophorum Demantium, Musicum unnd Cantorem., Gedruckt zu Freybergk/ bey Georg Hoffman/ Im Jahr 1618
- 1618 Das ausserlesene und Trostreiche Canticum oder Symbolum der heiligen Altväter und Kirchenlehrer Ambrosii und Agustini, Te Deum laudamus in laudem omnipotentis Dei, Aus herzlicher Freude und Christlicher Andacht mit 6 Stimmen componiret Und zu sonderlichen Ehrengedechtnüß offeriret … Michael Rothen
- 1619 Triades Sioniae introituum Missarum Et Prosarum; quinq, sex, Septem & Octo Vocibus, in festis praecipuis decantandarum…, Fribergae Typis exscripte, Sumptibus Melchioris Hoffmanni, Biliopol. Frib. Anno 1619
- 1620 Threnodiæ : Das ist: Ausserlesene Trostreiche BegräbnüszGesänge/ So bey Chur- vnd Fürstlichen Leichbegängnüssen/ vnd Beysestzungen/ Wie auch bey anderer … entschlaffener Bestattungen/ in der Churf. Sächs. freyen HäuptBergkStadt Freybergk in Meissen/ üblichen ; Beneben andern Christlichen meditationibus vnd Todesgedancken/ Mit fleiß zusammen getragen/ vnd jetzo auffs newe mit 4. 5. auch 6. Stimmen dergestalt Contrapuncts weise gesetzet …, Durch Christophorum Demantium, Reichenbergensem, Musicum, der Kirchen vnd Schulen daselbst Cantorem.
- 1629 Psal[mo] centesimo; Misericordiam et judicium cantabo tibi Domine Canon in Hypodiapaso post tempus Christophorus Demantius Cant. Frib: scrib[am] 26 Febr[uarii] // 1629
- 1631 Passion nach dem Evangelisten Johannes und Weissagung des Lebens und Sterbens Jesu Christi aus dem 53. Kapitel des Propheten Esajae zu 6 Stimmen
- 1632 Appendix termini musici zur 8. Auflage der Isagoge artis musicae
- 1642 Morgenröthe Aller Seligen und Außerwehlten/ Zum Unterscheid des zeitlichen und ewigen Lebens/ Auff … Hedwig/ Gebornen aus Königlichem Stamm zu Dennemarck/ Churfürstin/ auch Hertzogin zu Sachsen/ Gülich/ Cleve und Bergk/ Landgräfin in Düringen/ Marggräfin zu Meissen/ Burggräfin zu Magdeburg/ Gräfin zu der Marck und Ravensberg/ Frawen zum Ravenstein/ etc … Witwen … Leichbegräbnisse/ so in … Freybergk den 30. Maii 1642 … celebrirt und gehalten worden, In einer kläglichen Melodey verfasset und auffgesetzt Von Christophoro Demantio, beniembter Stadt Cantore Musico, Gedruckt zu Freybergk in Meissen bey Georg Beuthern
- 1644 Rauten-Blätlein/ Das ist Von der H. Tauffe außgeführter Lob-Gesang/ Auff des … Fürsten und Herren/ Herrn Johann Georgen/ Hertzogen zu Sachsen … Sambt dero … Fürstin und Frawen/ Frawen Magdalenen Sibyllen/ … Anietzo Chur-Printzessin und Gemahlin/ Alß HochFürstlicher beyder Eltern/ jüngstes den 15. Febr. Ehlichen andern gebornen Fräwleins Tauffe …,so … den 20. Martij celebriret und gehalten … von M. Christoff Demant